# O czym szumią wierzby (film 1996)
O czym szumią wierzby (ang. The Wind in the Willows, 1996) – brytyjski film familijny z elementami musicalu i fantasy w reżyserii Terry’ego Jonesa, jednego z członków grupy Monty Pythona. Adaptacja klasycznej powieści Kennetha Grahame’a pod tym samym tytułem zekranizowana z subtelnym brytyjskim humorem członków grupy Monty Pythona. W filmie występuje czterech członków owej grupy: John Cleese, Eric Idle, Terry Jones i Michael Palin.

## Fabuła
Kret był szczęśliwym właścicielem podziemnego domu. Niestety pewnego razu zły Borsuk kupił jego mieszkanie i bez skrupułów go wyrzucił. Wściekły Kret wraz ze Szczurem postanawia zawalczyć o dorobek swojego życia.

## Obsada
- Terry Jones jako pan Ropuch
- Steve Coogan jako Kret
- Eric Idle jako Szczurek
- Nicol Williamson jako Borsuk
- Antony Sher jako Herszt Łasica
- Stephen Fry jako sędzia
- John Cleese jako adwokat pana Ropucha
- Michael Palin jako Słonko
- Bernard Hill jako Maszynista
- Nigel Planer jako kierowca
- Julia Sawalha jako córka strażnika
- Victoria Wood jako Herbaciarka
- Don Henderson jako Wartownik
- Robert Bathurst jako Jan Łasica
- Richard James jako Ksawery Łasica / Zegarek Mola
- Keith-Lee Castle jako Gerwazy Łasica
- Roger Ashton-Griffiths jako Oskarżyciel sądowy

i inni

## Wersja polska
Opracowanie i udźwiękowienie wersji polskiej: na zlecenie ZigZapa – Master Film

Reżyseria, dialogi i teksty piosenek: Dariusz Dunowski

Dźwięk i montaż: Aneta Michalczyk-Falana

Kierownictwo muzyczne: Mirosław Janowski

Kierownictwo produkcji: Dariusz Falana

Wystąpili:
- Andrzej Szopa – Ropuch
- Ignacy Gogolewski − Szczurek
- Janusz Zakrzeński – Borsuk
- Marcin Hycnar – Kret
- Sławomir Pacek – Herszt Łasica
- Jacek Lenartowicz – Jan Łasica
- Marcin Perchuć – Gerwazy Łasica
- Mariusz Drężek – Ksawery Łasica
- Jerzy Kryszak – Adwokat
- Sławomir Orzechowski – Sędzia
- Małgorzata Socha – Córka strażnika
- Krzysztof Stelmaszyk – Słońce
- Włodzimierz Press – Maszynista
- Czesław Lasota – Wartownik
- Anna Sztejner – Herbaciarka
- Jacek Jarosz – Zegar
- Miłogost Reczek – Detektyw
- Kazimierz Wysota – Sprzedawca
- Zbigniew Kozłowski – Policjant

oraz
- Cynthia Kaszyńska
- Monika Wierzbicka
- Andrzej Arciszewski
- Sebastian Cybulski
- Andrzej Gawroński
- Mirosław Guzowski
- Michał Konarski
- Adam Krylik
- Przemysław Predygier
- Tomasz Steciuk
- Jakub Szydłowski
- Nina Falana
- Maciej Falana